# Вера Зорина
Вера Зо́рина (англ. Vera Zorina, урождённая Эва Бригитта Хартвиг (нем. Eva Brigitta Hartwig); 2 января 1917[…], Берлин — 9 апреля 2003[…], Санта-Фе) — норвежская и американская балерина, хореограф и актриса.

## Биография
Родилась в Берлине в семье немца Фрица Хартвига и норвежки Абигайл Йоханне Вимпельман, которые были профессиональными певцами. Своё детство она провела в Норвегии в городах Тронхейм и Берген, а образование получила в одном из лицеев для девочек в Берлине. После развода родителей, в возрасте шести лет, начала заниматься балетом. Занималась у русских педагогов Ольги Преображенской и Николая Легата. В двенадцать лет дебютировала на театральной сцене в постановке Макса Рейнхардта «Сон в летнюю ночь» (1929), два года спустя появилась в его же «Сказках Гофмана». В 1933 году Антон Долин предложил 16-летней танцовщице роль в пьесе с балетными номерами «Балерина», шедшей в лондонском «Гейети-театре». Хартвиг увидели на сцене Леонид Мясин и полковник де Базиль, после чего предложили ей присоединиться к труппе Русского балета Монте-Карло. По традиции того времени ей было предложено взять себе «русское» сценическое имя — выбор пал на псевдоним Вера Зорина, потому что лишь его девушка и смогла произнести. Для родных и друзей она, однако, всегда оставалась Бригиттой.
5 февраля 1937 года участвовала в лондонской премьере мюзикла «На кончиках пальцев», исполнив роль балерины Веры Барновой (театр «Палас», партнёр — Джек Уайтинг, хореография балетных номеров «Балет принцессы Зенобии» и «Убийство на Десятой улице» — Джордж Баланчин). Хотя в бродвейской премьере годом ранее главную роль исполняла Тамара Жева, для участия в экранизации мюзикла была приглашена именно Зорина. В 1938 году она вышла замуж за Джорджа Баланчина. В тот же период кинопродюсер Сэмюэл Голдвин предложил ей контракт на съёмки в Голливуд. В результате Зорина появилась в семи музыкальных кинолентах, дебютировав в фильме «Безумства Голдвина» (1938). В том же году в мюзикле Роджерса и Харта «Я женился на ангеле» дебютировала на Бродвее, где продолжала успешные выступления до 1954 года.
В 1970-е годы Зорина была директором Норвежской национальной оперы. Позднее она занимала пост советника в Линкольн-центре, делала оперные постановки в театре Санта-Фе.
В 1986 году в свет вышла её автобиография Zorina.
Вера Зорина умерла от инсульта в апреле 2003 года в возрасте 86 лет.

### Личная жизнь
В 1938 году Зорина вышла замуж за американского хореографа Джорджа Баланчина. Их брак распался в 1946 году. Сразу после развода она вышла замуж за руководителя студии Columbia Records Годдарда Либерсона; их брак продлился до его смерти в 1977 году. У супругов было двое сыновей — Джонатан и Питер. В 1991 году был заключен её третий, и последний, брак с клавесинистом Полом Вульфом.

## Репертуар
Мюзикл
- 5 февраля 1937 — Вера Барнова, «На кончиках пальцев[англ.]» (партнёр — Джек Уайтинг, хореография Джорджа Баланчина, театр «Палас», Лондон)
- 1938 — «Я женился на ангеле[англ.]» (Роджерс и Харт, Бродвей)
- 1940 — Марина ван Линден, «Луизианская покупка[англ.]» (театр «Империал»)

## Фильмография
- 1931 — Жаклин, Seine Freundin Annette
- 1937 — эпизод в майском выпуске телесериала «Театральный парад» (вероятно, фрагмент мюзикла «На кончиках пальцев[англ.]»)
- 1938 — Ольга Самара, «Безумства Голдвина[англ.]»
- 1939 — Вера Барнова, «На кончиках пальцев[англ.]»
- 1940 — княгиня Таня Вронская, «Я была искательницей приключений[англ.]»
- 1941 — Марина фон Минден, «Луизианская покупка[англ.]»
- 1942 — танцевальный номер That Old Black Magic, «Звёздно-полосатый ритм[англ.]»
- 1944 — Глория Вэнс, «Следуя за парнями[англ.]»
- 1946 — Мадлен Ласло, «Вернись, моя любовь[англ.]»
- 1985 — документальный фильм «Это — танец![англ.]»